# Ada Castells Ferrer
Ada Castells Ferrer   (Barcelona, 1969) és una escriptora i periodista catalana, col·laboradora del diari Avui i de Barcelona Televisió. Castells col·labora també amb el suplement de cultura de La Vanguardia i amb el Time Out Barcelona. El 1998, va publicar la seva primera novel·la El dit de l'àngel (editorial Empúries en català, i Anagrama en castellà), que va basar en els seus avantpassats protestants. Des l'aleshores, ha continuat publicant diverses novel·les, i alguns relats curts. El 2012, rebé el 32è Premi Sant Joan Unnim de literatura catalana, amb l'obra Pura sang. És professora d'escriptura a l'Escola d'escriptura de l'Ateneu Barcelonès i a la Universitat Abat Oliba.

## Obres
Algunes de les seves obres publicades són:
- 1998: El dit de l'àngel (publicada per l'editorial Empúries en català, i Anagrama[6] en castellà).
- 2001: Mirada (editada també per Empúries i Anagrama).
- N'estem fins als fogons (editorial Columna), un llibre de receptes i contes, escrit conjuntament amb Jordi van Campen.
- 2002: La crida del mar (editat per Mòbil books).
- 2005: Tota la vida (editorial Empúries en català, i el 2007, editorial Edhasa en castellà, i en alemany per Berlin Verlag). Recrea la història del pintor C. D. Friedrich.[7]
- 2006: Sortir de mare: de l'última contracció a la primera reunió de l'escola bressol, recull d'articles sobre la maternitat (editorial Empúries).
- 2012: Pura sang, novel·la de misteri ambientada a Menorca (Edicions 62).[8]
- 2018: La primavera pendent (editorial Comanegra)', que dona el tret de sortida a la col·lecció «Matar el monstre».[9][10]
- 2019: Mare (La Campana), novel·la sobre la confrontació entre els records de dues dones: mare i filla[11]
- 2023: Solastàlgia (L'Altra Editorial), novel·la sobre l'amor i assumir la pròpia fragilitat enmig de la tristesa causada per la destrucció del planeta[12][13]